# Hoff Miklós
Hoff Miklós (Nicholas Hoff ) (Magyaróvár, 1906. január 3. – Stanford, Kalifornia, 1997. augusztus 4.) magyar gépészmérnök, fizikus,  repülőgép-tervező, egyetemi tanár.

## Életpálya
Apja Hoff Mór orvos, fogorvos, aki a korabeli Magyaróvár legmodernebb fogorvosi rendelőjét mondhatta magáénak. Édesanyja Meller Lenke. 1914-ben költöztek Budapestre, ahol a Fasori Evangélikus Gimnáziumba járt, angol és német nyelvleckéket hallgatott. Iskolatársai voltak, többek között: Doráti Antal, Teller Ede, Kármán Tódor, Wigner Jenő, Szilárd Leó, Neumann János.
Gépészmérnöki diplomáját a zürichi egyetemen szerezte. 1929-1937 között a Weiss Manfréd Acél- és Fémművek repülőgép- és motorgyárában dolgozott. A konstrukciós osztályon felelős volt a statikai számításokért. Tevékenyen részt vett a WM–15 (futárgép),- WM–16 Budapest (felderítőgép),- WM–20 (kétfedelű gyakorlógép) és WM–21 Sólyom (közel-felderítőgép) típusok tervezésében. Halász Andor betegeskedésének idején az osztály vezetője volt. 1938-ban meghívták Amerikába, hogy kísérleteket végezzen. A második világháború kitörése miatt nem tért haza. 1939-ben a kaliforniai Stanford Egyetemen folytatta tanulmányait, a szerkezeti stabilitás témakörében. 1940-1957 között Brooklynban a Politechnikai Intézet tanára, majd professzora. 1942-ben doktorált. A Szputnyik–1 fellövésével keltette sokk hatására 1957 végén létrehozták a Stanford Egyetem Aeronautikai és Asztronautikai Intézetét. Kármán Tódor javaslatára kinevezték az intézet igazgatójának. 1962-től az intézet tanszékként működött tovább.

## Kutatómunkája
Repülőgépek szerkezeti elemeinek mechanikai szilárdságával, hajlításokkal, feszültségekkel, rezgésekkel szemben bekövetkező változásokkal foglalkozott. Kutatásai ezen a területen a világon egyedülálló eredményeket hoztak. Munkássága során érdemeket szerzett a nagy sebességű repülőgépek számára készült alumínium szerkezetek fejlesztésében. A tervei alapján gyártott úgynevezett vékony-falú szerkezetet több katonai és polgári repülőgép építésénél alkalmazták, de felhasználták a Tengeri-farkas atom-tengeralattjáró, és az Apollo űrhajó készítésekor is. Szakterületének világhírű tudósa lett, szakértőként vették igénybe katonai és ehhez kapcsolódó iparágak tudományos testületeiben.

## Írásai
- Számos szakkönyv és tanulmány szerzője, a tudományág nemzetközileg elismert szakembere.
- Szerkezet- és szilárdságtani kutatásairól írt tanulmányait kiküldte Amerikába.
- 1956-ban foglalta össze ismereteit a Szerkezetek elemzése (The Analysys of Structures) című művében, melyet ma is tankönyvként használnak az amerikai egyetemeken.

## Tagságai
- Nemzeti Tudományos Akadémia (Amerika)
- 1986-tól a Magyar Tudományos Akadémia (MTA) tiszteleti tagja
- Amerikai Légierő Vezérkara Tudományos Tanácsadó Testülete
- NATO Aeronautikai Kutatási- Fejlesztési Tanácsadó Bizottsága
- Tudományos tanácsadója a NACA-nak (NATO elődje)

## Szakmai sikerek
- A Technion tiszteletbeli doktora.
- 1971-ben az Amerikai Aeronautikai és Asztronautikai Intézet Pendray-díj
- 1972-ben az Amerikai Mérnöktársaság Kármán-érme
- New York Tudományos Akadémia Laskowitz Érem
- 1983-ban Guggenheim érem